# Rue de la Pompe (Métro Paris)

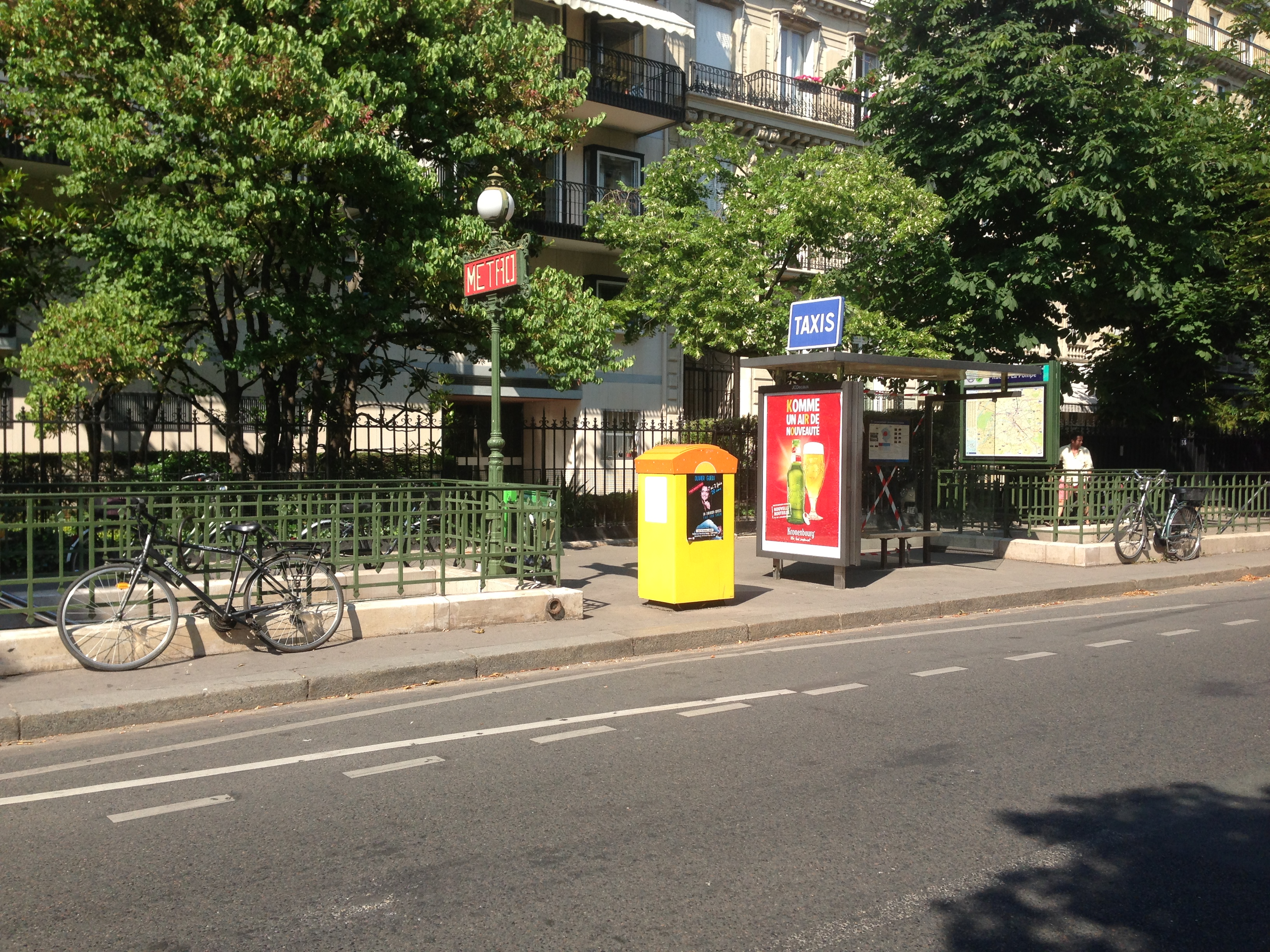
Zugänge, davon einer mit Kandelaber des Typs „Val d’Osne“

Der U-Bahnhof Rue de la Pompe [ʁy d(ə) la pɔ̃p] ist eine unterirdische Station der Linie 9 der Pariser Métro. Er gehört zu fünf von den mehr als 300 U-Bahnhöfen der Métro, die das Wort „Rue“ (Straße) im Namen führen. In den Plänen des S-Bahn-ähnlichen RER ist er als Umsteigemöglichkeit zu dessen Linie C verzeichnet, allerdings ist der RER-Bahnhof Avenue Henri Martin 400 m entfernt und nur über den Straßenraum erreichbar.

## Lage
Die Station befindet sich im Quartier de la Muette des 16. Arrondissements von Paris. Sie liegt längs unterhalb der Avenue Georges-Mandel östlich deren Kreuzung mit der Rue de la Pompe.

## Name
Benannt ist die Station nach der Rue de la Pompe. Deren Name bezieht sich auf eine Pumpe (fr: pompe), die die Brunnen des Schlosses Château de la Muette mit Wasser versorgte.
Die Station trägte den Namenszusatz „Avenue Georges-Mandel“. Georges Mandel (1885–1944) war Politiker und während des Zweiten Weltkriegs Mitglied der Résistance. Im Juli 1944 ließ ihn das Vichy-Regime von Milizionären ermorden.

## Geschichte und Beschreibung
Am 8. November 1922 wurde die Station in Betrieb genommen, als der 3,5 km lange erste Abschnitt der Linie 9 von Trocadéro bis Exelmans eröffnet wurde. Sie wurde von der Bahngesellschaft CMP errichtet und ist 75 m lang. Die beiden Gleise und die Seitenbahnsteige liegen unter weiß gefliesten, elliptischen Gewölben, die Seitenwände folgen deren Krümmung.
Unmittelbar westlich der Station führt die Strecke in einer engen Linkskurve unter die Rue de la Pompe. Zwei Zugänge liegen an der Nordseite der Avenue Georges-Mandel vor der Kreuzung mit der Rue de la Pompe, davon ist einer durch einen Kandelaber des Typs „Val d’Osne“ markiert. Etwas weiter östlich liegt ein zusätzlicher Ausgang mit Rolltreppe.

## Fahrzeuge

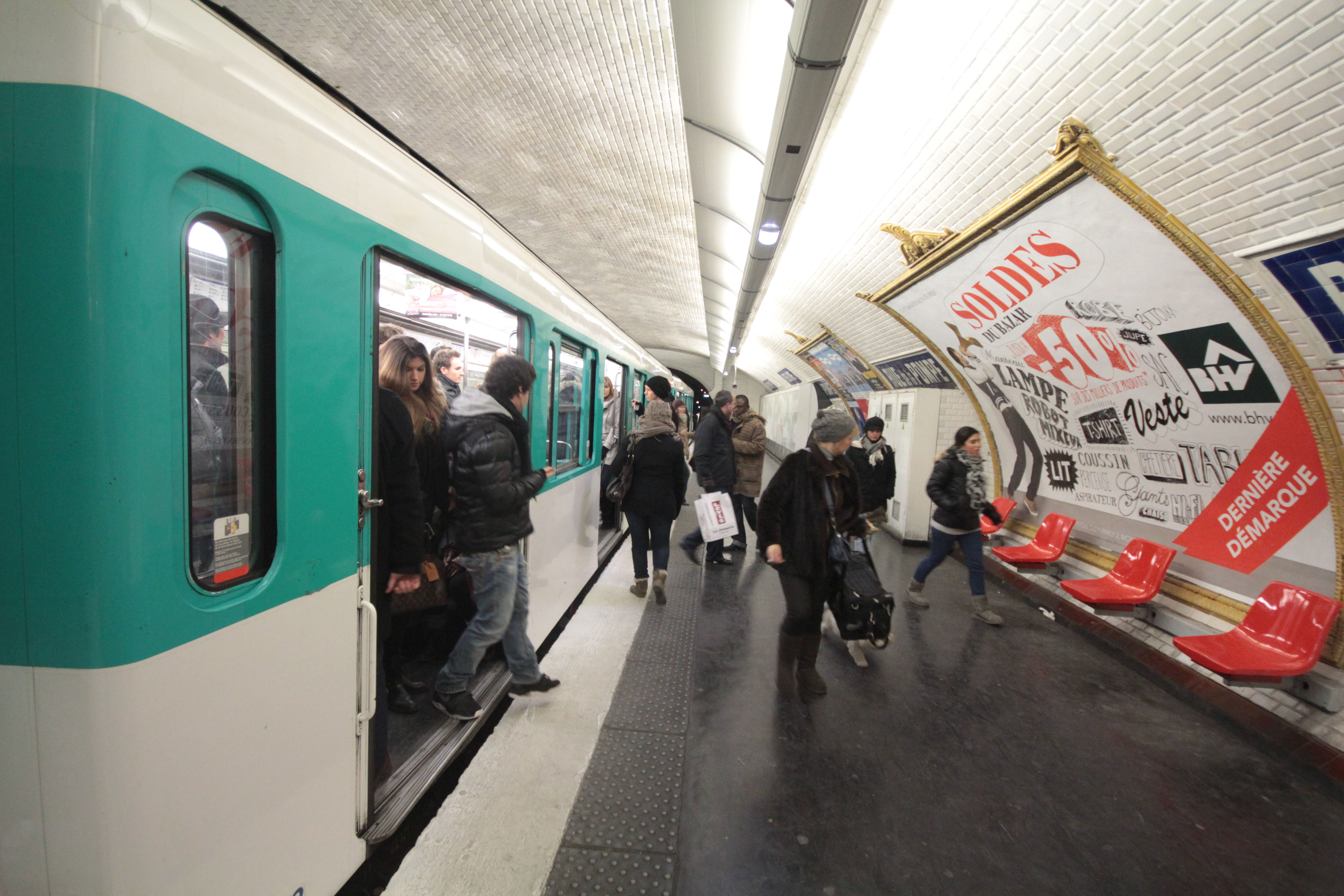
Bahnsteig mit Zug der Baureihe MF 67

Die Linie 9 wird mit konventionellen Fahrzeugen betrieben, die auf Stahlschienen verkehren. Zunächst verkehrten Züge der Bauart Sprague-Thomson, die dort ihr letztes Einsatzgebiet hatten. 1983 kam die Baureihe MF 67 auf die Strecke. Seit Oktober 2013 kam zunehmend die Baureihe MF 01 zum Einsatz, am 14. Dezember 2016 verkehrte der letzte MF-67-Zug auf der Linie 9.

## Umgebung

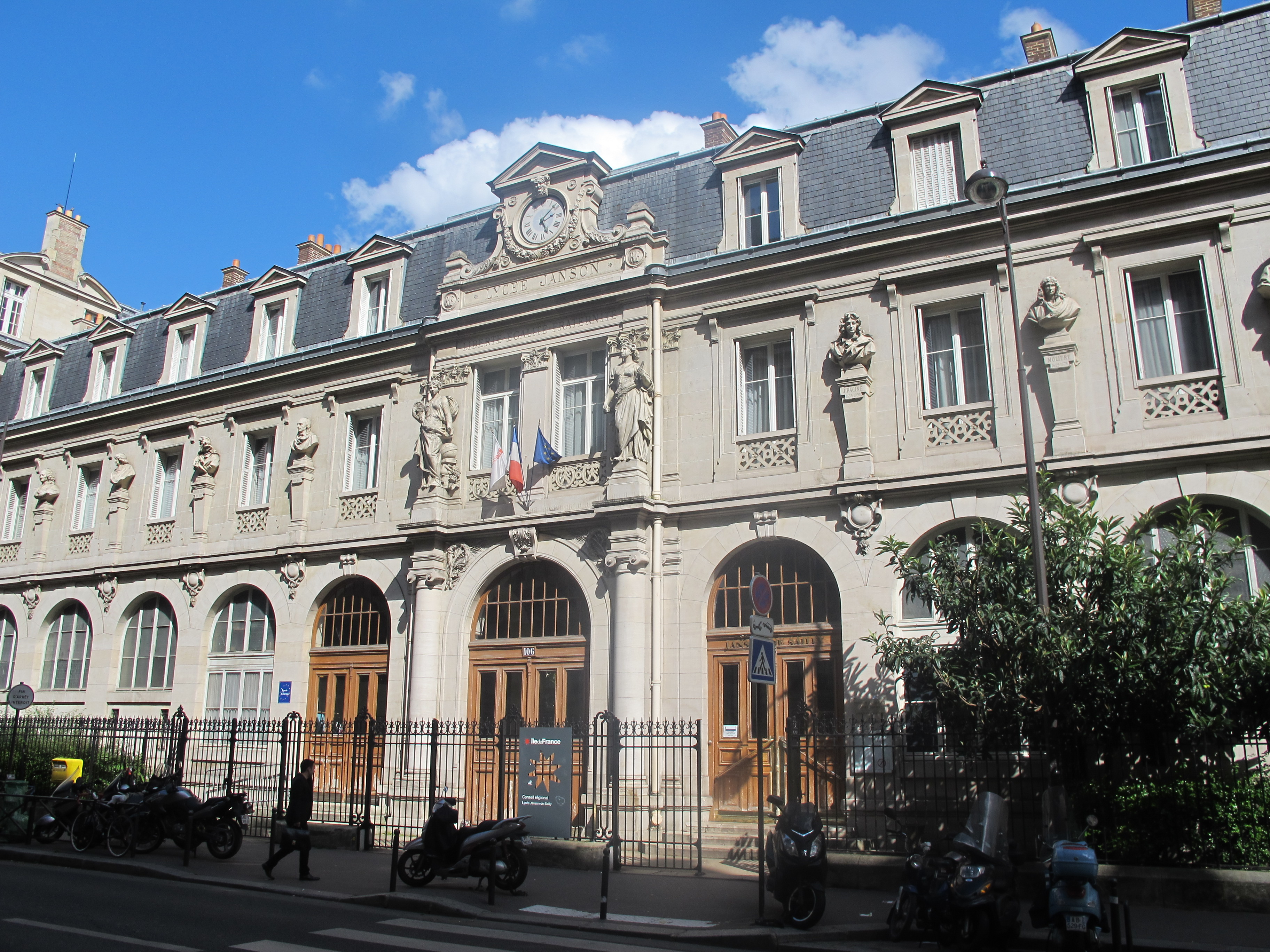
Lycée Janson de Sailly

- Gymnasium Lycée Janson de Sailly